# Jacques Augustin Déliars
Jacques Augustin Déliars ou d'Eliars, baptisé en 1754 à Mézières (Ardennes), mort en 1833 à Paris, est un homme politique français, juge au tribunal du district de Sedan, député à l'Assemblée législative de 1791, maire de Sedan, inspecteur général des forêts.

## Les Déliars
Issu d'une famille d'officiers d'Ancien Régime, Jacques Augustin Déliars est le fils de Jean Antoine Déliars (1716- ) et de Marguerite Raulin.
Son grand-père, Jean Déliars (vers 1682-1733), a détenu les charges de conseiller du roi et de receveur des octrois et deniers patrimoniaux de la ville de Mézières. Il fut également lieutenant de la Compagnie des Chevaliers de l'Arquebuse.
Une position sociale éminente à Mézières dont a hérité Jean-Antoine, le père de Jacques-Augustin. Maître Jean-Antoine Déliars est en 1748 « avocat en Parlement, conseiller du Roi, Maire de la ville de Mézières, Capitaine en chef de la chevalerie de l'arquebuse ». Il devient par la suite maître particulier des eaux et forêts.

## Le député
Jacques-Augustin Déliars est tout d'abord juge au tribunal de Sedan. 
En 1791, il se porte candidat à la fonction de député des Ardennes à l'Assemblée législative. Il est élu  par 205 voix sur 312 votants, et se place ainsi en quatrième position sur huit. Une autre personnalité de Sedan l'accueille à Paris, Pierre-Charles-Louis Baudin.
Il vote, silencieusement, avec la majorité réformatrice, pendant cette période de monarchie constitutionnelle, intervient peu mais fait quelques propositions, tel le projet de décret sur le mode de fabrication des assignats au-dessous de cinq livres, conséquence sans doute des affaires de faux assignats qui se multiplient, en touchant toutes les catégories de la population et en représentant le tiers des affaires traitées par le tribunal criminel du département des Ardennes.  
L'assemblée constituante précédente avait permis de construire une constitution acceptée par le Roi Louis XVI. Ce régime est confronté à des conflits répétés entre l'Assemblée et le Roi, dont le droit de veto rend un certain nombre de réformes impossibles. La déclaration de guerre à l'empereur d'Autriche en avril 1792, le danger extérieur et la situation politique interne provoquent la première insurrection de la Commune de Paris dans la nuit du 9 au 10 août 1792, et la fin du régime de monarchie constitutionnelle. L'Assemblée législative vote un décret demandant l'élection au suffrage universel d'une Convention nationale qui décide des nouvelles institutions de la France. C'est l'avènement de la première République Française. La situation à Sedan est encore plus dramatique avec la proximité de la frontière, la fuite du 
général de La Fayette à l'étranger, alors qu'il est basé dans la ville et qu'il commande l'armée du Nord, et la solidarité marquée avec ce général  par la municipalité, modérée et proche politiquement du député Déliars. Les modérés marquent le pas et laissent la place aux jacobins et aux sans-culottes. 
Le dialogue politique se durcit. À Paris, un instrument nouveau s'installe de façon permanente, la guillotine. Quittant l'Assemblée nationale, Jacques Augustin Déliars, prudemment, se fait discret quelques années.

## Suite de son parcours
Il ne réapparaît réellement sur la scène publique que huit ans plus tard, en devenant maire de Sedan. Ce nouveau mandat local est assuré pendant une période plus paisible, au cours du Consulat, du 30 messidor an 8 (19 juillet 1800) au 5 messidor an 9 (24 juin 1801), soit moins d'un an. Il est ensuite nommé, en 1806, inspecteur général des forêts.

## Sources
- « Jacques Augustin Déliars », dans Adolphe Robert et Gaston Cougny, Dictionnaire des parlementaires français, Edgar Bourloton, 1889-1891 [détail de l’édition]
- Henry Rouy, Jacques Augustin Déliars, Éditions J.Laroche, 1895